# Nhau thai
Nhau thai (gọi tắt là nhau, còn được gọi là rau thai) là một cơ quan nối phôi đang phát triển với thành tử cung với chức năng cung cấp chất dinh dưỡng, thải chất thải và trao đổi khí qua máu với cơ thể mẹ. Nhau thai thật sự được định nghĩa đối với các loài thú Eutheria, nhưng cũng có thể gặp ở một vài loài rắn và thằn lằn ở các mức độ phát triển khác nhau đến cấp độ thú.
Nhau thai của động vật có vú có lẽ đã phát triển đầu tiên khoảng 150 triệu đến 200 triệu năm trước. Protein syncytin, được tìm thấy ở lớp bên ngoài của nhau thai (syncytiotrophoblast) giữa mẹ và thai nhi, có một dấu hiệu RNA nhất định trong bộ gen của nó dẫn đến giả thuyết rằng nó có nguồn gốc từ một retrovirus: về cơ bản là vi-rút đã giúp mở đường cho quá trình chuyển đổi từ đẻ trứng sang đẻ con.